# Thesium elatius
Thesium elatius är en sandelträdsväxtart som beskrevs av Otto Wilhelm Sonder. Thesium elatius ingår i släktet spindelörter, och familjen sandelträdsväxter. Inga underarter finns listade i Catalogue of Life.